# Filemon Vela
Filemon Bartolome Vela, Jr., född 13 februari 1963 i Harlingen i Texas, är en amerikansk demokratisk politiker. Han var ledamot av USA:s representanthus 2013–2022. Vela avlade 1985 kandidatexamen vid Georgetown University och 1987 juristexamen vid University of Texas at Austin.
Vela besegrade Denise Saenz Blanchard i andra omgången av demokraternas primärval inför kongressvalet 2012 med 67 procent mot 33 procent av rösterna. I själva kongressvalet fick han 62 procent av rösterna mot 36 procent för republikanen Jessica Puente Bradshaw och 2 procent för libertarianen Steven Shanklin. I mellanårsvalet 2014 omvaldes Vela med 58 procent av rösterna mot 40 procent för republikanen Larry Smith och 2 procent för libertarianen Ryan Rowley.